# هوا جیانشنگ
هوا جیانشنگ (انگلیسی: Hua Jiansheng؛ زادهٔ ۶ ژانویهٔ ۱۹۶۳) تیرانداز اهل چین بود. وی در بازی‌های المپیک تابستانی ۱۹۸۴ حضور داشته‌است.